# 小川町 (茨城県)
小川町（おがわまち）は、茨城県東茨城郡にあった町である。

## 概要
茨城県のほぼ中央に位置し、東京からは約80kmの霞ヶ浦沿岸にある人口約2万人ほどの町で、現在は小美玉市の東南部の地域にあたる。2006年（平成18年）3月27日に東茨城郡美野里町と新治郡玉里村と合併して、小美玉市となった。かつて、水戸と東京（江戸）を結ぶ霞ケ浦の水運の町として栄えた。昭和後期からは近代農業を主な産業に、「おかめ納豆」で知られるタカノフーズ本社などの企業を持ち、住宅地が調和する町で、主な農産業は茨城県指定銘柄のニラのほか、ダイコン、ゴボウなどの野菜、水稲ではコシヒカリを中心に生産し、果樹園芸も盛んだった。また、航空自衛隊の百里基地のあるところでも知られる。百里基地では2年に1度、一般公開の航空祭が催され、この時ばかりは県内外から数万人の人出でごったがえし、片側一車線の周辺道路は数kmにわたって渋滞する。行政面では、全国でも例のない孝子褒制定条例を制定し、毎年の町村合併記念式典では親に感謝し孝養を尽くす町民をたたえて賞を授与するなど、緑とやすらぎの町として心豊かな人づくりを進めるユニークな施策が行われており、教育・文化の面では、町民のシンボルでもある「小川町音頭」が小学校教育に取り入れられたり、町内の三大行事である「町民運動会」「盆踊り大会」「文化祭」で小川町婦人会を中心に披露された。

## 地理
茨城県のほぼ中央部に位置し、霞ヶ浦の高浜入の北のほとりで、東茨城郡最南端の町であった。現在は小美玉市の南東部の地域にあたる。北は美野里町、東は鉾田町（現鉾田市）、南に玉造町（現行方市）と玉里村、西に石岡市が接していた。
地勢は概して平坦で畑作地と平地林が広がる常陸台地が大部分を占めており、東茨城台地の南端にあり南東部は行方台地へと続いている。南西に霞ヶ浦の支流園部川、北東に巴川が町域をはさむように南流し、河川低地と谷津とよばれる侵食谷は水田地帯である。
主な特産物は、ニラ、イチゴ、納豆であった。

### 隣接していた自治体
- 石岡市
- 行方市
- 鉾田市
- 東茨城郡
  - 茨城町
  - 美野里町
- 新治郡
  - 玉里村

## 歴史

### 年表
- 1889年（明治22年）4月1日 - 町村制の施行により、小川町が発足。
- 1954年（昭和29年）12月10日 - 小川町，白河村，橘村が合併して改めて小川町となる[2]。
- 1975年（昭和50年）4月1日 - 国道355号（佐原市 – 石岡市）が制定。
- 2006年（平成18年）3月27日 - 美野里町，玉里村と合併して小美玉市となる。

### 行政区域変遷
- 変遷の年表

| 小川町町域の変遷（年表） | 小川町町域の変遷（年表） | 小川町町域の変遷（年表） |
| 年                       | 月日                     | 旧小川町町域に関連する行政区域変遷 |
| ------------------------ | ------------------------ | --- |
| 1889年（明治22年）       | 4月1日                   | 町村制施行に伴い、以下の町村が成立。 - 小川町 ← 小川村・宮田村・小塙村・下馬場村・中延村・野田村 - 橘村 ← 与沢村・山野村・幡谷村・川戸村・外之内村・倉数村 - 下野合町 ← 上吉影村・下吉影村・下合村・飯前村・世楽村・佐才新田 |
| 1891年（明治24年）       | 9月28日                  | 下野合村が改称し白河村になる。 |
| 1954年（昭和29年）       | 12月10日                 | 小川町・白河村・橘村が合併して小川町が発足。 |
| 2006年（平成18年）       | 3月27日                  | 小川町は美野里町・玉里村と合併して小美玉市が発足。小川町は消滅。 |

- 変遷表

| 小川町町域の変遷 | 小川町町域の変遷 | 小川町町域の変遷    | 小川町町域の変遷 | 小川町町域の変遷             | 小川町町域の変遷        | 小川町町域の変遷        | 小川町町域の変遷 | 小川町町域の変遷 |
| 1868年 以前      | 1868年 以前      | 明治元年 - 明治22年 | 明治22年 4月1日  | 明治22年 - 昭和19年          | 昭和20年 - 昭和64年     | 昭和20年 - 昭和64年     | 平成元年 - 現在  | 現在             |
| ---------------- | ---------------- | ------------------- | ---------------- | ---------------------------- | ----------------------- | ----------------------- | ---------------- | ---------------- |
|                  | 小川村           | 小川村              | 小川町           | 小川町                       | 昭和29年12月10日 小川町 | 昭和29年12月10日 小川町 | 小美玉市         | 小美玉市         |
|                  | 宮田村           |                     | 小川町           | 小川町                       | 昭和29年12月10日 小川町 | 昭和29年12月10日 小川町 | 小美玉市         | 小美玉市         |
|                  | 小塙村           |                     | 小川町           | 小川町                       | 昭和29年12月10日 小川町 | 昭和29年12月10日 小川町 | 小美玉市         | 小美玉市         |
|                  | 馬場村           | 明治8年 下馬場村    | 小川町           | 小川町                       | 昭和29年12月10日 小川町 | 昭和29年12月10日 小川町 | 小美玉市         | 小美玉市         |
|                  | 中野四箇村       | 明治11年 中延村     | 小川町           | 小川町                       | 昭和29年12月10日 小川町 | 昭和29年12月10日 小川町 | 小美玉市         | 小美玉市         |
|                  | 立延村           | 明治11年 中延村     | 小川町           | 小川町                       | 昭和29年12月10日 小川町 | 昭和29年12月10日 小川町 | 小美玉市         | 小美玉市         |
|                  | 野田村           |                     | 小川町           | 小川町                       | 昭和29年12月10日 小川町 | 昭和29年12月10日 小川町 | 小美玉市         | 小美玉市         |
|                  | 与沢村           | 与沢村              | 橘村             | 橘村                         | 昭和29年12月10日 小川町 | 昭和29年12月10日 小川町 | 小美玉市         | 小美玉市         |
|                  | 山野村           |                     | 橘村             | 橘村                         | 昭和29年12月10日 小川町 | 昭和29年12月10日 小川町 | 小美玉市         | 小美玉市         |
|                  | 幡谷村           |                     | 橘村             | 橘村                         | 昭和29年12月10日 小川町 | 昭和29年12月10日 小川町 | 小美玉市         | 小美玉市         |
|                  | 川戸村           |                     | 橘村             | 橘村                         | 昭和29年12月10日 小川町 | 昭和29年12月10日 小川町 | 小美玉市         | 小美玉市         |
|                  | 外之内村         |                     | 橘村             | 橘村                         | 昭和29年12月10日 小川町 | 昭和29年12月10日 小川町 | 小美玉市         | 小美玉市         |
|                  | 倉数村           |                     | 橘村             | 橘村                         | 昭和29年12月10日 小川町 | 昭和29年12月10日 小川町 | 小美玉市         | 小美玉市         |
|                  | 上吉影村         | 上吉影村            | 下野合村         | 明治24年9月28日 白河村に改称 | 昭和29年12月10日 小川町 | 昭和29年12月10日 小川町 | 小美玉市         | 小美玉市         |
|                  | 下吉影村         |                     | 下野合村         | 明治24年9月28日 白河村に改称 | 昭和29年12月10日 小川町 | 昭和29年12月10日 小川町 | 小美玉市         | 小美玉市         |
|                  | 上合村           |                     | 下野合村         | 明治24年9月28日 白河村に改称 | 昭和29年12月10日 小川町 | 昭和29年12月10日 小川町 | 小美玉市         | 小美玉市         |
|                  | 飯前村           |                     | 下野合村         | 明治24年9月28日 白河村に改称 | 昭和29年12月10日 小川町 | 昭和29年12月10日 小川町 | 小美玉市         | 小美玉市         |
|                  | 世楽村           |                     | 下野合村         | 明治24年9月28日 白河村に改称 | 昭和29年12月10日 小川町 | 昭和29年12月10日 小川町 | 小美玉市         | 小美玉市         |
|                  | 佐才新田         |                     | 下野合村         | 明治24年9月28日 白河村に改称 | 昭和29年12月10日 小川町 | 昭和29年12月10日 小川町 | 小美玉市         | 小美玉市         |

## 町長
- 幡谷仙次郎
- 山西きよ

## 教育・保育機関

### 保育園・幼稚園
- さくら保育園
- さくら第二保育園
- ひばり保育園
- すずらん保育園
- 小川幼稚園
- 野田幼稚園
- 吉影幼稚園
- 橘幼稚園

### 小学校
- 小川小学校
- 野田小学校
- 上吉影小学校
- 下吉影小学校
- 橘小学校

### 中学校
- 小川北中学校
- 小川南中学校

### 高等学校
- 茨城県立小川高等学校

### 図書館
- 小川町図書館・資料館

## 医療機関
- 小川町国保中央病院
- 小川町国保白河診療所

## 交通

### 鉄道
- 鹿島鉄道
  - 鹿島鉄道線（2007年4月1日に廃止）
    - 小川高校下駅

同路線の常陸小川駅は隣接する玉里村にあった。

### 道路
- 一般国道
  - 国道355号
- 主要地方道
  - 茨城県道8号小川鉾田線
  - 茨城県道50号水戸神栖線
  - 茨城県道59号玉里水戸線
- 一般県道
  - 茨城県道116号鹿田玉造線
  - 茨城県道144号紅葉石岡線
  - 茨城県道145号上吉影岩間線
  - 茨城県道360号大和田羽生線